# Ruta 920 (Costa Rica)
La Ruta 920, oficialmente Ruta Nacional Terciaria 920, es una ruta nacional de Costa Rica ubicada en la provincia de Guanacaste.

## Descripción
En la provincia de Guanacaste, la ruta atraviesa el cantón de Nicoya (el distrito de San Antonio), el cantón de Santa Cruz (los distritos de Bolsón, Diriá), el cantón de Carrillo (el distrito de Filadelfia).